# Wanda Luzzato
Wanda Luzzato (* 6. März 1919 in Varese; † 25. September 2002 in Mailand) war eine italienische Violinistin und Musikpädagogin.

## Leben und Werk
Wanda Luzzato wurde am 6. März 1919 in Varese geboren, aber ihre Familie stammte aus Mailand. Ihre frühe musikalische Ausbildung erhielt sie bei Ariodante Coggi in Varese, der in den folgenden Jahren auch Mentor des jungen Uto Ughi war. Wanda Luzzatos Mutter, geborene Elsa Curti, war Sängerin. Sie trat aber nie auf der Bühne auf. Sie war mit dem Berufsoffizier Angelo Vitali verheiratet, der sie mit nur 28 Jahren als Kriegswitwe hinterließ. Später heiratete sie erneut und änderte ihren früheren Nachnamen Vitali in Luzzato Carpi. Wanda (Luzzato Carpi) selbst begann mit drei Jahren Geige zu spielen und gab ihr erstes Konzert im Alter von fünf Jahren. Sie wurde in sehr jungen Jahren zum Konservatorium zugelassen und schloss dieses mit 12 Jahren ab. Sie war somit die jüngste Absolventin von Alberto Poltronieri und zweifelsohne eine der jüngsten Absolventen aller Konservatorien in Italien. Ihr nächster Karriereschritt war der berühmte „Wiener Wettbewerb“ (I. Internationaler Wettbewerb für Gesang und Violine) im Juni 1932. Hier erspielte sie sich den Sonderpreis für musikalische Darbietung unter 300 Teilnehmern. Sie erhielt zudem den vierten Preis ex aequo mit Ginette Neveu. Dieser Wettbewerbserfolg war der Anlass für den Violinpädagogen Jenő Hubay, Wanda Luzzato zu Studien nach Budapest einzuladen. Wand Luzzzato nahm die Einladung an. Die folgende Studienzeit bedeutete für Wanda Luzzato den Einstieg in ein Berufsmusikerleben.
Ab 1932, also dreizehnjährig begann Wanda Luzzato eine aktive Konzertkarriere in ganz Europa. Sie spielte auf einer Violine von Giovanni Battista Guadagnini aus dem Jahr 1769, die sie seit ihrer frühen Jugend besaß. Sie spielte unter der Leitung der wichtigsten Dirigenten in Wien und Budapest. Eines der wichtigsten Ereignisse in ihrer Karriere wurde das Konzert vom 30. Oktober 1948 an der Mailänder Scala. In diesem Konzert spielte sie die erste italienische Aufführung von Aram Khachaturians Violinkonzert unter der Leitung von Herbert Albert. Der „Corriere della Sera“ sprach in seiner Rezension von Wanda Luzzato, die man in Mailand „als kleines Mädchen, als sogenanntes Wunderkind“ kannte und die nun „perfekt spielte, eingetaucht in die reine Melodie und den Klang produziert von ihrem Instrument, geschickt und reif“. Dieses prestigeträchtige Ereignis gab Auftrieb für ihre internationale Solistenkarriere. Diese führte sie in den 1950er und 1960er Jahren quer durch Europa, in die Türkei, nach Nord- und Südamerika, Südafrika, in den Fernen Osten, nach Australien und Neuseeland sowie nach Japan und Korea.
Ab 1965 widmete sich Wanda Luzzato der Lehre am Konservatorium, zunächst für ein Jahr in Turin, und dann in Mailand. Heute sind ihre Schüler Lehrer von italienischen Konservatorien und bekleiden wichtige Positionen in italienischen Symphonieinstitutionen wie dem Nationalen Symphonieorchester der Rai in Turin oder dem Orchester des Teatro La Fenice in Venedig.

## Tonträger
- Wanda Luzzato - German Radio Recordings | 2 CDs | Meloclassic MC 2026 2016
- Wanda Luzzato - 1955-1979 unreleased recordings | 8 CDs | Rhine Classics RH-002 2017